# Banisteriopsis byssacea
Banisteriopsis byssacea är en tvåhjärtbladig växtart som beskrevs av B. Gates. Banisteriopsis byssacea ingår i släktet Banisteriopsis och familjen Malpighiaceae. Inga underarter finns listade i Catalogue of Life.